# Halowe Mistrzostwa Świata w Lekkoatletyce 2016 – skok w dal kobiet
Skok w dal kobiet – jedna z konkurencji technicznych rozgrywanych podczas halowych lekkoatletycznych mistrzostw świata w Oregon Convention Center w Portlandzie.
Tytułu mistrzowskiego z 2014 nie broniła Francuzka Éloyse Lesueur.

## Minimum kwalifikacyjne
Aby zakwalifikować się do mistrzostw, należało wypełnić minimum kwalifikacyjne wynoszące 6,75 m (uzyskane w okresie od 1 stycznia 2015 do 7 marca 2016). Zaplanowano od razu konkurs finałowy (bez eliminacji), z udziałem około 12 zawodniczek (w przypadku, gdy mniej lekkoatletów z minimum zgłosi się do zawodów, kolejni mogą być zapraszani na podstawie lokat na listach światowych).

## Terminarz
| Data     | Godzina |       |
| -------- | ------- | ----- |
| 18 marca | 18:55   | Finał |

## Rekordy
W poniższej tabeli przedstawiono (według stanu przed rozpoczęciem mistrzostw) halowe rekordy świata, poszczególnych kontynentów oraz halowych mistrzostw świata.
| Halowy rekord świata              | Heike Drechsler | 7,37 | Wiedeń    | 13 lutego 1988 |
| Rekord halowych mistrzostw świata | Brittney Reese  | 7,23 | Stambuł   | 11 marca 2012  |
| Halowy rekord Afryki              | Chioma Ajunwa   | 6,97 | Erfurt    | 5 lutego 1997  |
| Halowy rekord Ameryki Południowej | Maurren Maggi   | 6,89 | Walencja  | 9 marca 1998   |
| Halowy rekord Ameryki Północnej   | Brittney Reese  | 7,23 | Stambuł   | 11 marca 2012  |
| Halowy rekord Australii i Oceanii | Nicole Boegman  | 6,81 | Barcelona | 12 marca 1995  |
| Halowy rekord Azji                | Yang Juan       | 6,82 | Pekin     | 13 marca 1992  |
| Halowy rekord Europy              | Heike Drechsler | 7,37 | Wiedeń    | 13 lutego 1988 |

## Listy światowe
Tabela przedstawia 10 najlepszych wyników uzyskanych w sezonie halowym 2016 przed rozpoczęciem mistrzostw.
| Lp. | Zawodniczka          | Wynik | Data        | Miejsce                |
| --- | -------------------- | ----- | ----------- | ---------------------- |
| 1.  | Alexandra Wester     | 6,95  | 13 lutego   | Berlin                 |
| 2.  | Shara Proctor        | 6,91  | 13 lutego   | Berlin                 |
| 3.  | Brittney Reese       | 6,89  | 12 marca    | Portland               |
| 3.  | Janay DeLoach Soukup | 6,89  | 12 marca    | Portland               |
| 5.  | Ivana Španović       | 6,85  | 1 marca     | Belgrad                |
| 6.  | Anastasija Mironczyk | 6,84  | 7 lutego    | Mińsk                  |
| 7.  | Lorraine Ugen        | 6,80  | 20 lutego   | Glasgow                |
| 7.  | Quanesha Burks       | 6,80  | 11 marca    | Birmingham             |
| 7.  | Akela Jones          | 6,80  | 11 marca    | Birmingham             |
| 10. | Anna Misoczenko      | 6,76  | 31 stycznia | Sławiańsk nad Kubaniem |
| 10. | Ksenija Balta        | 6,76  | 17 lutego   | Sztokholm              |

## Wyniki
| CR – rekord mistrzostw \| NR – rekord kraju \| AR – rekord kontynentu \| SB – najlepszy wynik w sezonie \| PB – rekord życiowy |

### Finał
| Poz. | Zawodniczka          | Reprezentacja     | #1   | #2   | #3   | #4   | #5   | #6   | Rezultat | Uwagi |
| ---- | -------------------- | ----------------- | ---- | ---- | ---- | ---- | ---- | ---- | -------- | ----- |
| 01 ! | Brittney Reese       | Stany Zjednoczone | 6,97 | x    | x    | 6,88 | 7,00 | 7,22 | 7,22     | WL    |
| 02 ! | Ivana Španović       | Serbia            | 7,00 | 6,88 | x    | x    | 7,07 | 6,76 | 7,07     | NR    |
| 03 ! | Lorraine Ugen        | Wielka Brytania   | 6,62 | 6,64 | 6,65 | x    | 6,93 | 6,86 | 6,93     | NR    |
| 4    | Janay DeLoach Soukup | Stany Zjednoczone | x    | 6,80 | x    | x    | 6,85 | 6,89 | 6,89     | SB    |
| 5    | Brooke Stratton      | Australia         | 6,57 | 6,75 | 6,62 | x    | 6,72 |      | 6,75     |       |
| 6    | Alexandra Wester     | Niemcy            | x    | 6,44 | 6,67 | 6,59 | 6,57 |      | 6,67     |       |
| 7    | Ksenija Balta        | Estonia           | 6,59 | 6,57 | 6,48 | 6,60 | 6,59 |      | 6.60     |       |
| 8    | Shara Proctor        | Wielka Brytania   | x    | 6,55 | 6,57 | x    | 6,54 |      | 6,57     |       |
| 9    | Anastasija Mironczyk | Białoruś          | 6,56 | 6,55 | 6,47 |      |      |      | 6,56     |       |
| 10   | Alina Rotaru         | Rumunia           | x    | 6,40 | 6,45 |      |      |      | 6,45     |       |
| 11   | Chelsea Jaensch      | Australia         | 5,84 | 6,28 | 6,38 |      |      |      | 6,38     |       |
| 12   | Xenia Stolz          | Niemcy            | 6,34 | x    | 6,37 |      |      |      | 6,37     |       |
| 13   | Jazmin Sawyers       | Wielka Brytania   | x    | 6,31 | 6,27 |      |      |      | 6,31     |       |
| 14   | Khaddi Sagnia        | Szwecja           | 6,08 | 5,98 | –    |      |      |      | 6,08     |       |
| –    | Konomi Kai           | Japonia           | x    | x    | x    |      |      |      | NM       |       |
| –    | Eliane Martins       | Brazylia          | x    | x    | x    |      |      |      | NM       |       |